# Gianluca Pol
Gianluca Pol (Varese, 31 gennaio 1964) è un ex cestista italiano.

## Carriera
Ha giocato in Serie A vestendo la maglia di Varese.